# Сафед
Сафед (хебр. צְפַת‎‎, арап. صفد‎) је древни град на северу Израела. Смештен на надморској висини од 900 m, Сафед је највиши град у Галилеји и Израелу. Због своје висине, Сафед има топла лета и хладне, често снежне зиме. Од 16. века, Сафед се сматра једним од четири света града јудаизма, заједно са Јерусалимом, Хеброном и Тиберијасом. Од тада, град је постао центар Кабале, такође познат као јеврејски мистицизам.
Због свог прелепог амбијента, окружен боровим шумама и своје благе климе, Сафед је, такође, постао познато летње одмаралиште које у великом броју подједнако посећују Израелаци и страни туристи.

## Клима
Сафед има медитеранску климу са топлим, сувим летима и хладним, кишним и повремено снежним зимама. Град има 682 mm3 падавина годишње. Лета су топла и без кише са просечном највишим температуром од 29°C и просечна најнижом температуром од 18°C. Зиме су хладне и влажне, а има повремено и снега. Зиме су се највишом просечном температуром од 10°C и просечном најнижом температуром од 5°C. Пролећа и јесени су пријатни и влажни, али мање него зиме.

## Историја

### Прво помињање
Према старозаветној Књизи Судија, област у којој се налази Сафед је додељен племену Нефталимовом. По јеврејској легенди Сафед су основали Нојеви синови након Великог потопа. Помиње се, такође, и у Талмуду, као један од пет узвишених места где су варте објављивале нови месец и фестивале током периода Другог Храма.

### Време крсташких ратова
У 12. веку, Сафед је утврђени град током трајања крсташких ратова и периода постојања Краљевине Јерусалим. У то време темплари су у Сафеду изградили свој дворац. 1240. године након крсташких похода на Свету земљу Краљевина Јерусалим поново постаје Јерусалим и припаја му се Витлејем, Назарет, а већи део Галилеје са мноштвом темпларских замкова, међу којима и Сафед.
Године 1260. мамелучки султан Бајбарс прогласио је неважећим споразум са хришћанима због њиховог савеза са Монголима против муслимана, и покренула низ напада на куле у области Изарела, укључујући и Сафед. 1266. он је поразио крсташе и освојио Сафед.

### Јеврејски центар у османском периоду
Сафед је у 16. веку постао познат као центар кабале, односно јеврејског мистицизма. Под Турском влашћу, Сафед је главни град санџака Сафед, који је обухватио највећи део Галилеје и проширен на медитеранске обале.
После протеривања исламског становништва из Шпаније током покрета Реконкиста који се завршио 1492. многи познати рабини су пребегли у Сафед, међу њима кабалисти Исак Лурија и Моше Кордоверо, Јосеф Каро и Шломо Халеви Алкабец. Прилив Јевреја Сефарда је кулминирао под владавином султана Сулејмана Величанственог и Селима II када је Сефад постао центар јеврејског учења и регионални центар за трговину током 15. и 16. века.

## Демографија
Према проценама из 2008. Сафед има 32.000 становника. Према попису из 2001. етнички састав града је био 99,2% Јевреји и остатак арапско становништва. 43,2% становника било је млађе од 19 година, 13,5% између 20 и 29, 17,1% између 30 и 44, 12,5% између 45 и 59, 3,1% од 60 до 64, а 10,5% 65 година или старији .

## Партнерски градови
- Толедо
- Лил
- Гварда